# Сепс
Сепс (фр. Sepx, окс. Seps) — коммуна во Франции, находится в регионе Юг — Пиренеи. Департамент — Верхняя Гаронна. Входит в состав кантона Сен-Мартори. Округ коммуны — Сен-Годенс.
Код INSEE коммуны — 31545.

## География

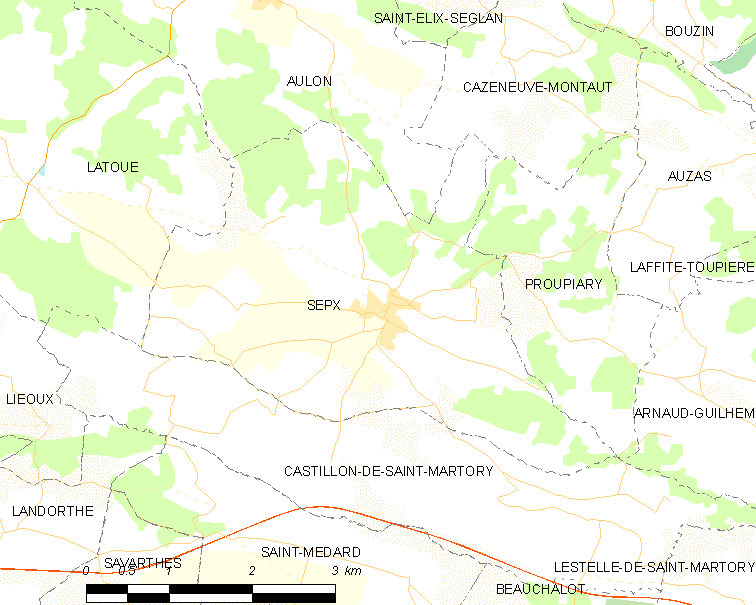
Карта коммуны

Коммуна расположена приблизительно в 650 км к югу от Парижа, в 70 км к юго-западу от Тулузы.

## Климат
Климат умеренно-океанический. Зима мягкая и снежная, весна характеризуется сильными дождями и грозами, лето сухое и жаркое, осень солнечная. Преобладают сильные юго-восточные и северо-западные ветры.

## Население
Население коммуны на 2010 год составляло 208 человек.
| 1962 | 1968 | 1975 | 1982 | 1990 | 1999 | 2010 |
| ---- | ---- | ---- | ---- | ---- | ---- | ---- |
| 206  | 217  | 186  | 186  | 157  | 152  | 208  |

## Администрация
| Период | Период | Фамилия     | Партия        | Примечания |
| ------ | ------ | ----------- | ------------- | ---------- |
| 1965   | 2001   | Франсуа Лан |               |            |
| 2001   | 2008   | Юбер Вит    |               |            |
| 2008   | 2020   | Анри Со     | сторонник ФКП |            |

## Экономика
В 2010 году среди 124 человек трудоспособного возраста (15—64 лет) 88 были экономически активными, 36 — неактивными (показатель активности — 71,0 %, в 1999 году было 68,5 %). Из 88 активных жителей работали 79 человек (44 мужчины и 35 женщин), безработных было 9 (5 мужчин и 4 женщины). Среди 36 неактивных 5 человек были учениками или студентами, 21 — пенсионерами, 10 были неактивными по другим причинам.

## Достопримечательности
- Бывшее аббатство Бонфон[фр.] (XII век). Исторический памятник с 1984 года[4]
- Средневековая церковь Успения Божьей Матери. Исторический памятник с 1966 года[5]